# Parlamento de la Comunidad Francesa de Bélgica
El Parlamento de la Comunidad francesa de Bélgica (Parlement de la Communauté française o PCF) es la Asamblea legislativa de la Comunidad francesa de Bélgica, con sede en el Barrio Real. Se compone de 75 miembros elegidos en calidad de miembros del Parlamento de Valonia y 19 miembros elegidos por el grupo lingüístico francés del Parlamento de la Región de Bruselas Capital. Estos miembros son elegidos por un período de cinco años.

## Competencias
- Educación-Formación-Investigación.
- Materias culturales.
- Salud y ayuda social.
- Relaciones internacionales.
- Uso de idiomas y defensa del idioma francés.

## Composición actual
El actual Presidente del Parlamento de la Comunidad Francesa es Jean-François Istasse (PS).
| Partido | Partido                    | Miembros |
| ------- | -------------------------- | -------- |
| •       | Parti Socialiste           | 41       |
|         | Mouvement Réformateur      | 26       |
| •       | Centre Démocrate Humaniste | 17       |
|         | Ecolo                      | 5        |
|         | Front National             | 4        |
| Total   | Total                      | 93       |